# 锡朗 (康塔尔省)
锡朗（法語：Siran，法語發音：[siʁɑ̃]）是法国康塔尔省的一个市镇，位于该省西部偏南，和科雷兹省及洛特省接壤，属于欧里亚克区。

## 地理
锡朗（44°57'17"N, 2°7'40"E）面积50.88 平方千米，位于法国奥弗涅-罗讷-阿尔卑斯大区康塔爾省，该省份为法国中南部省份，位于法國中央高原中心，北起科雷兹省、上盧瓦爾省和多姆山省，西接洛特省和科雷兹省，南至阿韦龙省和洛特省，东临上盧瓦爾省和洛泽尔省。
与锡朗接壤的市镇（或旧市镇、城区）包括：格莱纳、拉罗克布鲁、蒙韦尔、圣热龙、圣索里、古勒、圣于连勒佩勒兰、凯尔西地区苏塞拉克。

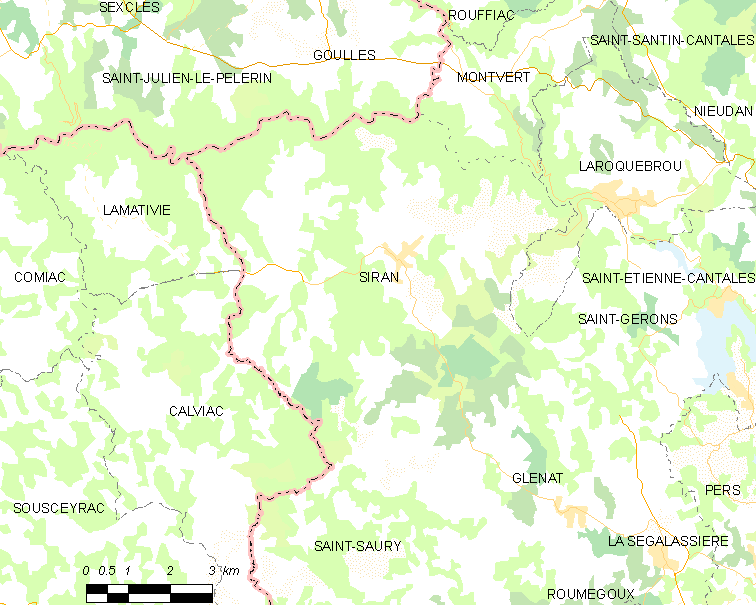
的OSM定位图

锡朗的时区为UTC+01:00、UTC+02:00（夏令时）。

## 行政
锡朗的邮政编码为15150，INSEE市镇编码为15228。

## 政治
锡朗所属的省级选区为圣保罗德朗德县。

## 人口

1962-2008年间人口变化图示

锡朗于2022年1月1日时的人口数量为461人。